# Quid pro quo
Quid pro quo (нешто за нешто на латинском) је латинска фраза која се на енглеском користи за означавање размене добара или услуга, у којој је један трансфер зависан од другог; „услуга за услугу“. 
Фразе са сличним значењима укључују: „дај и узми“, „ти ми почешеш леђа, а ја ћу твоја“, и „једна рука пере другу“. 

## Порекло
Фраза је првобитно је подразумевала да је нешто замењено.
Рана употреба од стране говорника енглеског пратила је оригинално латинско значење, са појавама у 1530-им годинама где се термин односио на замену једног лека другим, било ненамерно или преваром. До краја истог века, квид про кво је еволуирао у актуелнију употребу за описивање еквивалентних размена.
Године 1654. израз се генерално користио за означавање нечега учињеног ради личне користи или уз очекивање реципроцитета у појединим текстовима, са донекле позитивном конотацијом.
Quid pro quo би се надаље користио, од стране говорника енглеског језика у правном и дипломатском контексту, као размена једнако вредних добара или услуга, а то је и данас.
Латинска фраза која одговара употреби quid pro quo на енглеском јесте do ut des (латински за „дајем, да би ти могао дати“). Други језици и даље користе do ut des у ову сврху, док quid pro quo (или његов еквивалент qui pro quo, како се широко користи у италијанском, француском, шпанском и португалском) и даље задржава своје првобитно значење нечега што је несвесно погрешно или погрешно речено или разумео, уместо нечег другог.

## Истрага о опозиву Доналда Трампа
Quid pro quo се често помињао током прве истраге о опозиву америчког председника Доналда Трампа, у вези са оптужбом да је његов захтев за истрагом Хантера Бајдена био предуслов за испоруку војне помоћи коју је одобрио Конгрес током разговора са украјинским председником Володимиром Зеленским.